# Tivoli, Aachen
Tivoli är en idrottsarena i Aachen i Tyskland. Den är hemmaplan för fotbollslaget Alemannia Aachen.

Systematik gamla Tivoli
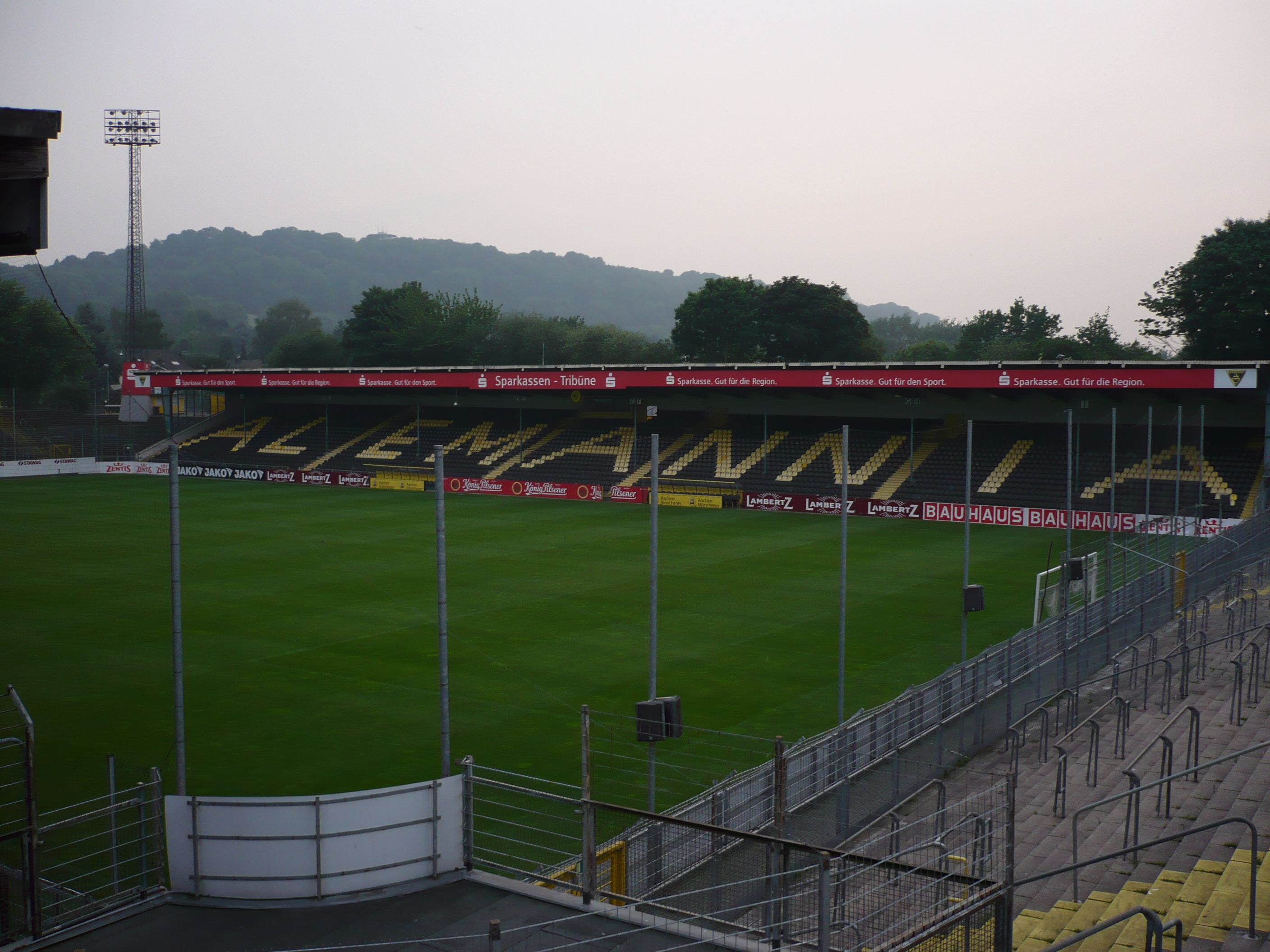
läktaren